# Beresford Lake
Beresford Lake är en sjö i Kanada.   Den ligger i provinsen Manitoba, i den sydöstra delen av landet, 1 600 km väster om huvudstaden Ottawa. Beresford Lake ligger 307 meter över havet. Arean är 3,5 kvadratkilometer. Den sträcker sig 5,9 kilometer i nord-sydlig riktning, och 2,3 kilometer i öst-västlig riktning.
I omgivningarna runt Beresford Lake växer i huvudsak barrskog. Trakten runt Beresford Lake är nära nog obefolkad, med mindre än två invånare per kvadratkilometer.